# BinckBank Tour 2017
Il Benelux Tour 2017, tredicesima edizione della corsa e valida come ventinovesima prova dell'UCI World Tour 2017, categoria 2.UWT, si svolse in sette tappe dal 7 al 13 agosto 2017 su un percorso di 1080,3 km, con partenza da Breda, nei Paesi Bassi, e arrivo a Geraardsbergen, in Belgio. La vittoria fu appannaggio dell'olandese Tom Dumoulin, il quale completò il percorso in 24h34'33", alla media di 43,956 km/h, precedendo i belgi Tim Wellens e Jasper Stuyven.
Sul traguardo di Geraardsbergen 125 ciclisti, su 176 partiti da Heerenveen, portarono a termine la competizione.

## Tappe
| Tappa  | Data      | Percorso                                            | km     | Vincitore di tappa | Leader cl. generale |
| ------ | --------- | --------------------------------------------------- | ------ | ------------------ | ------------------- |
| 1ª     | 7 agosto  | Breda (NLD) > Venray (NLD)                          | 169,8  | Peter Sagan        | Peter Sagan         |
| 2ª     | 8 agosto  | Voorburg (NLD) > Voorburg (NLD) (cron. individuale) | 9      | Stefan Küng        | Stefan Küng         |
| 3ª     | 9 agosto  | Blankenberge (BEL) > Ardooie (BEL)                  | 185    | Peter Sagan        | Stefan Küng         |
| 4ª     | 10 agosto | Lanaken (BEL) > Lanaken (BEL)                       | 154,2  | Edward Theuns      | Stefan Küng         |
| 5ª     | 11 agosto | Sittard-Geleen (NLD) > Sittard-Geleen (NLD)         | 167,3  | Lars Boom          | Lars Boom           |
| 6ª     | 12 agosto | Riemst (BEL) > Houffalize (BEL)                     | 203,7  | Tim Wellens        | Tom Dumoulin        |
| 7ª     | 13 agosto | Essen (BEL) > Geraardsbergen (BEL)                  | 191,3  | Jasper Stuyven     | Tom Dumoulin        |
| Totale | Totale    | Totale                                              | 1080,3 |                    |                     |

## Squadre e corridori partecipanti
| N.      | Cod. | Squadra              |
| ------- | ---- | -------------------- |
| 1-8     | QST  | Quick-Step Floors    |
| 11-18   | LTS  | Lotto-Soudal         |
| 21-28   | BMC  | BMC Racing Team      |
| 31-38   | TLJ  | Team Lotto NL-Jumbo  |
| 41-48   | SUN  | Team Sunweb          |
| 51-58   | BOH  | Bora-Hansgrohe       |
| 61-68   | TFS  | Trek-Segafredo       |
| 71-78   | KAT  | Team Katusha-Alpecin |
| 81-88   | SKY  | Team Sky             |
| 91-98   | CDT  | Cannondale-Drapac    |
| 101-108 | ORS  | Orica-Scott          |

| N.      | Cod. | Squadra                         |
| ------- | ---- | ------------------------------- |
| 111-118 | DDD  | Team Dimension Data             |
| 121-128 | TBM  | Bahrain-Merida Pro Cycling Team |
| 131-138 | AST  | Astana Pro Team                 |
| 141-148 | UAD  | UAE Team Emirates               |
| 151-158 | FDJ  | FDJ                             |
| 161-168 | MOV  | Movistar Team                   |
| 171-178 | ALM  | AG2R La Mondiale                |
| 181-188 | SVB  | Sport Vlaanderen-Baloise        |
| 191-198 | RNL  | Roompot-Nederlandse Loterij     |
| 201-208 | WGG  | Wanty-Groupe Gobert             |
| 211-218 | VWC  | Veranda's Willems-Crelan        |

## Dettagli delle tappe

### 1ª tappa
- 7 agosto: Breda (NLD) > Venray (NLD) – 169,8 km

Risultati
| Pos. | Corridore           | Squadra | Tempo    |
| ---- | ------------------- | ------- | -------- |
| 1    | Peter Sagan         | Bora    | 3h50'09" |
| 2    | Phil Bauhaus        | Sunweb  | s.t.     |
| 3    | Magnus Cort Nielsen | Orica   | s.t.     |

| Pos. | Corridore         | Squadra | Tempo    |
| ---- | ----------------- | ------- | -------- |
| 1    | Peter Sagan       | Bora    | 3h49'59" |
| 2    | Laurens De Vreese | Astana  | a 1"     |
| 3    | Phil Bauhaus      | Sunweb  | a 4"     |

### 2ª tappa
- 8 agosto: Voorburg (NLD) > Voorburg (NLD) – Cronometro individuale – 9 km

Risultati
| Pos. | Corridore     | Squadra | Tempo  |
| ---- | ------------- | ------- | ------ |
| 1    | Stefan Küng   | BMC     | 10'58" |
| 2    | Maciej Bodnar | Bora    | a 4"   |
| 3    | Tom Dumoulin  | Sunweb  | a 5"   |

| Pos. | Corridore     | Squadra | Tempo    |
| ---- | ------------- | ------- | -------- |
| 1    | Stefan Küng   | BMC     | 4h01'07" |
| 2    | Maciej Bodnar | Bora    | a 4"     |
| 3    | Tom Dumoulin  | Sunweb  | a 5"     |

### 3ª tappa
- 9 agosto: Blankenberge (BEL) > Ardooie (BEL) – 185 km

Risultati
| Pos. | Corridore     | Squadra | Tempo    |
| ---- | ------------- | ------- | -------- |
| 1    | Peter Sagan   | Bora    | 4h14'01" |
| 2    | Edward Theuns | BMC     | s.t.     |
| 3    | Rudy Barbier  | AG2R    | s.t.     |

| Pos. | Corridore     | Squadra | Tempo    |
| ---- | ------------- | ------- | -------- |
| 1    | Stefan Küng   | BMC     | 8h15'08" |
| 2    | Maciej Bodnar | Bora    | a 4"     |
| 3    | Tom Dumoulin  | Sunweb  | a 5"     |

### 4ª tappa
- 10 agosto: Lanaken (BEL) > Lanaken (BEL) – 154,2 km

Risultati
| Pos. | Corridore     | Squadra   | Tempo    |
| ---- | ------------- | --------- | -------- |
| 1    | Edward Theuns | BMC       | 3h24'23" |
| 2    | Marko Kump    | UAE       | s.t.     |
| 3    | Tim Merlier   | Veranda's | s.t.     |

| Pos. | Corridore     | Squadra | Tempo    |
| ---- | ------------- | ------- | -------- |
| 1    | Stefan Küng   | BMC     | 8h15'08" |
| 2    | Maciej Bodnar | Bora    | a 4"     |
| 3    | Tom Dumoulin  | Sunweb  | a 5"     |

### 5ª tappa
- 11 agosto: Sittard-Geleen (NLD) > Sittard-Geleen (NLD) – 167,3 km

Risultati
| Pos. | Corridore         | Squadra  | Tempo    |
| ---- | ----------------- | -------- | -------- |
| 1    | Lars Boom         | Lotto NL | 3h43'46" |
| 2    | Peter Sagan       | Bora     | a 3"     |
| 3    | Greg Van Avermaet | BMC      | s.t.     |

| Pos. | Corridore    | Squadra  | Tempo     |
| ---- | ------------ | -------- | --------- |
| 1    | Lars Boom    | Lotto NL | 15h23'17" |
| 2    | Peter Sagan  | Bora     | a 2"      |
| 3    | Tom Dumoulin | Sunweb   | a 8"      |

### 6ª tappa
- 12 agosto: Riemst (BEL) > Houffalize (BEL) – 203,7 km

Risultati
| Pos. | Corridore      | Squadra | Tempo    |
| ---- | -------------- | ------- | -------- |
| 1    | Tim Wellens    | Lotto   | 5h04'36" |
| 2    | Tom Dumoulin   | Sunweb  | s.t.     |
| 3    | Jasper Stuyven | Trek    | a 17"    |

| Pos. | Corridore         | Squadra | Tempo     |
| ---- | ----------------- | ------- | --------- |
| 1    | Tom Dumoulin      | Sunweb  | 20h27'49" |
| 2    | Tim Wellens       | Lotto   | a 4"      |
| 3    | Greg Van Avermaet | BMC     | a 46"     |

### 7ª tappa
- 13 agosto: Essen (BEL) > Geraardsbergen (BEL) – 191,3 km

Risultati
| Pos. | Corridore        | Squadra    | Tempo    |
| ---- | ---------------- | ---------- | -------- |
| 1    | Jasper Stuyven   | Trek       | 4h06'48" |
| 2    | Philippe Gilbert | Quick-Step | a 1"     |
| 3    | Tom Dumoulin     | Sunweb     | s.t.     |

| Pos. | Corridore      | Squadra | Tempo     |
| ---- | -------------- | ------- | --------- |
| 1    | Tom Dumoulin   | Sunweb  | 24h34'33" |
| 2    | Tim Wellens    | Lotto   | a 17"     |
| 3    | Jasper Stuyven | Trek    | a 46"     |

## Evoluzione delle classifiche
| Tappa              | Vincitore          | Classifica generale Maglia verde | Classifica a punti Maglia blu | Classifica combattività Maglia nera | Classifica a squadre     |
| ------------------ | ------------------ | -------------------------------- | ----------------------------- | ----------------------------------- | ------------------------ |
| 1ª                 | Peter Sagan        | Peter Sagan                      | Peter Sagan                   | Piet Allegaert                      | Sport Vlaanderen-Baloise |
| 2ª                 | Stefan Küng        | Stefan Küng                      | Stefan Küng                   | Piet Allegaert                      | BMC Racing Team          |
| 3ª                 | Peter Sagan        | Stefan Küng                      | Peter Sagan                   | Piet Allegaert                      | BMC Racing Team          |
| 4ª                 | Edward Theuns      | Stefan Küng                      | Peter Sagan                   | Piet Allegaert                      | BMC Racing Team          |
| 5ª                 | Lars Boom          | Lars Boom                        | Peter Sagan                   | Piet Allegaert                      | BMC Racing Team          |
| 6ª                 | Tim Wellens        | Tom Dumoulin                     | Peter Sagan                   | Piet Allegaert                      | Lotto-Soudal             |
| 7ª                 | Jasper Stuyven     | Tom Dumoulin                     | Peter Sagan                   | Piet Allegaert                      | Trek-Segafredo           |
| Classifiche finali | Classifiche finali | Tom Dumoulin                     | Peter Sagan                   | Piet Allegaert                      | Trek-Segafredo           |

## Classifiche finali

### Classifica generale - Maglia verde
| Pos. | Corridore         | Squadra    | Tempo     |
| ---- | ----------------- | ---------- | --------- |
| 1    | Tom Dumoulin      | Sunweb     | 24h34'33" |
| 2    | Tim Wellens       | Lotto      | a 17"     |
| 3    | Jasper Stuyven    | Trek       | a 46"     |
| 4    | Greg Van Avermaet | BMC        | a 51"     |
| 5    | Oliver Naesen     | AG2R       | a 1'14"   |
| 6    | Michael Valgren   | Astana     | a 1'15"   |
| 7    | Peter Sagan       | Bora       | a 1'53"   |
| 8    | Lars Boom         | Lotto NL   | a 1'59"   |
| 9    | Philippe Gilbert  | Quick-Step | a 2'12"   |
| 10   | Petr Vakoč        | Quick-Step | a 2'23"   |

### Classifica a punti - Maglia blu
| Pos. | Corridore         | Squadra  | Punti |
| ---- | ----------------- | -------- | ----- |
| 1    | Peter Sagan       | Bora     | 123   |
| 2    | Jasper Stuyven    | Trek     | 69    |
| 3    | Tom Dumoulin      | Sunweb   | 69    |
| 4    | Edward Theuns     | Trek     | 55    |
| 5    | Dylan Groenewegen | Lotto NL | 55    |

### Classifica combattività - Maglia nera
| Pos. | Corridore          | Squadra   | Punti |
| ---- | ------------------ | --------- | ----- |
| 1    | Piet Allegaert     | Sport Vl. | 64    |
| 2    | Elmar Reinders     | Roompot   | 53    |
| 3    | Laurens De Vreese  | Astana    | 26    |
| 4    | Tao Geoghegan Hart | Sky       | 17    |
| 5    | Kenny Dehaes       | Wanty     | 17    |

### Classifica a squadre
| Pos. | Squadra          | Tempo     |
| ---- | ---------------- | --------- |
| 1    | Trek-Segafredo   | 73h54'33" |
| 2    | Team Sunweb      | a 2'35"   |
| 3    | AG2R La Mondiale | a 3'04"   |
| 4    | Lotto-Soudal     | a 6'26"   |
| 5    | BMC Racing Team  | s.t.      |